# الجيف (العرش)

تعديل مصدري - تعديل

الجيف هي إحدى قرى عزلة العرش بمديرية العرش التابعة لمحافظة البيضاء، بلغ تعداد سكانها 390 نسمة حسب تعداد اليمن لعام 2004.